# Лемент на смерть Леонтія Карповича
«Лемент на смерть Леонтія Карповича», «Лямент у света убогих на жалосное преставление святолюбивого… отца Леонтия Карповича» — твір східнослов'янської літератури XVII століття, вірш, написаний невідомим автором (за іншими данними Мелетія Смотрицкого) та опублікований друкарнею Віленського братства наприкінці 1620 року.

## Опис
Присвячений пам'яті церковно-релігійного діяча та письменника-полеміста епохи контрреформації Леонтія Карповича. Він складається з «ляменту» — плачу за померлим та монологу-втіхи від імені Леонтія православному населенню Вільні, де він жив і працював. Твір — елегія та похвала. Траур смерті Леонтія переростає у вірш, що прославляє його як людину високих моральних якостей, активного, мужнього та самовідданого борця за віру своїх предків. Автор представляє образ головного героя в дусі біографічної літератури й підносить його до рівня ідеального християнського святого.
Завершальна частина «Лементу» має чіткий публіцистичний та дидактичний характер: поет від імені померлого закликає жити чесно і шляхетно, зберігати національні та релігійні традиції свого народу. За загальним напрямом, поема наближається до творів полемічної літератури.
Твору притаманна глибока емоційність та прониклива лірика, яскрава, поетична та образна мова. У ньому є деякі особливості бароко: контраст (поєднання піднесеного та побутового, книжкового стилю з живою українською мовою), образи античної та біблійної міфології, типові барокові епітети, метафори та порівняння. Написаний у 13-складному вірші з чіткою схильністю до тонування, що виявляється у помітній хореїчній основі.